# Ichamati (districte de Nadia)
Ichamati és un riu de Bangladesh al districte de Nadia. És una branca del Matabhanga (una derivació del Ganges), que surt a Krishnaganj a 23° 24′ N, 88° 43′ E / 23.400°N,88.717°E i corre separat entrant al districte de 24 Parganes (Bengala Occidental, Índia) on agafa el nom de Jamuna. És navegable tot l'any per vaixells de mercaderies. Probablement el riu del mateix nom al districte de Pabna era part d'aquest riu però fou trencat en el seu recorregut i empès a l'est.